# Sattelbaum

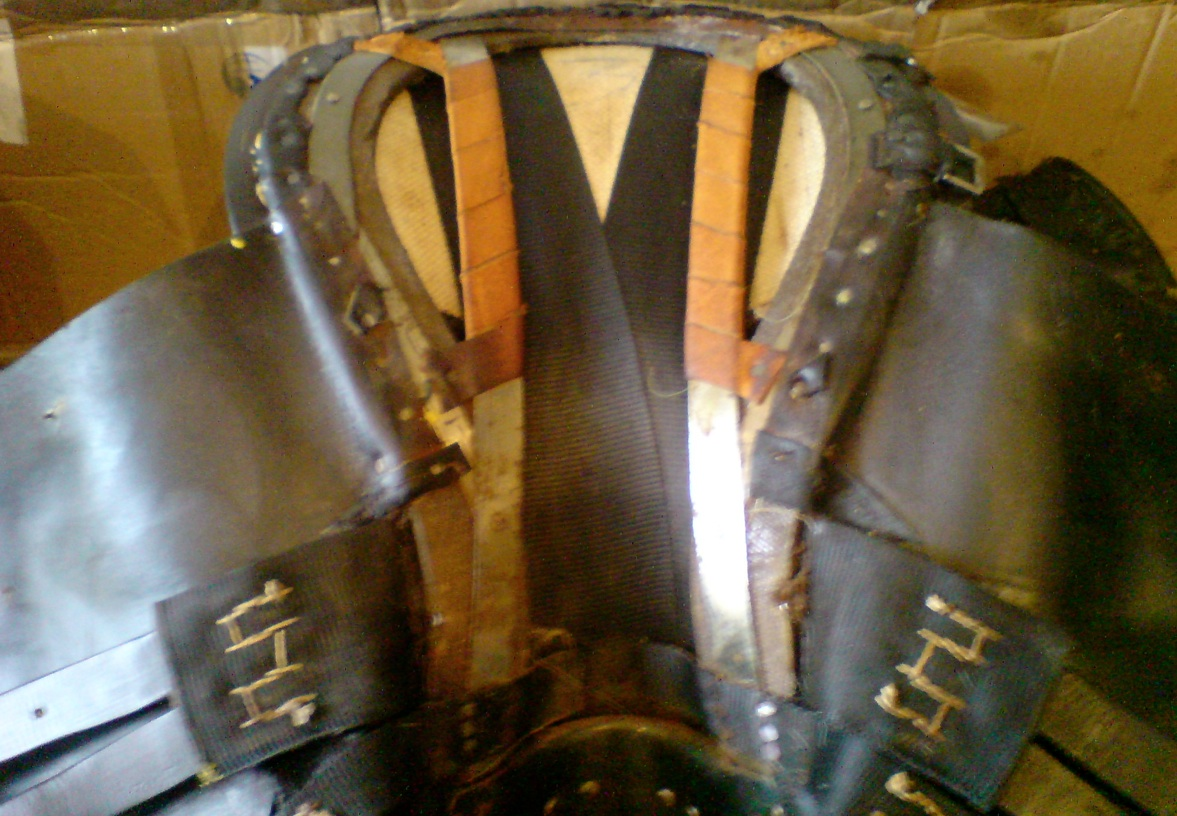
Sattelunterseite, Leder entfernt, Federbaumkostruktion sichtbar

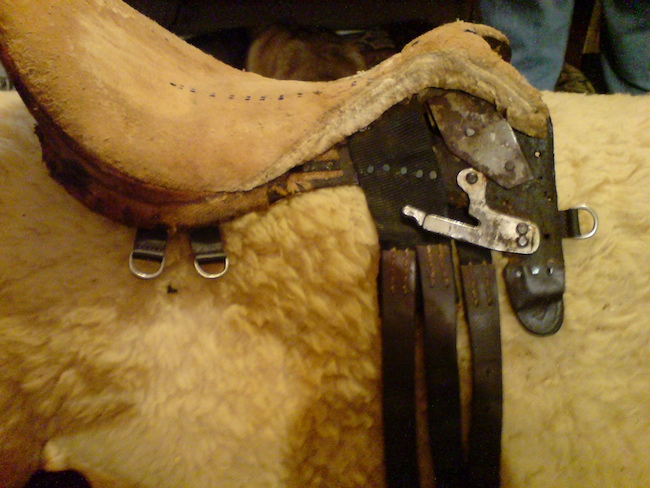
Sattel, bei dem das meiste Leder entfernt wurde, dadurch sind Baum und Sitzpolster sichtbar

Als Sattelbaum wird die stabilisierende Innenkonstruktion eines Reitsattels bezeichnet. 
Er wurde von den Sarmaten, einem Nomadenvolk iranischen Ursprungs eingeführt.
Normalerweise besteht der Sattelbaum aus Holz oder glasfaserverstärktem Kunststoff, auch Aluminium-Sattelbäume sind gebräuchlich.  Um eine möglichst große Passgenauigkeit auf dem Pferderücken zu gewährleisten, werden Sattelbäume in vielen Größen und Kammerweiten angeboten oder individuell angefertigt. Kunststoffsattelbäume werden oft durch ein Kopfeisen verstärkt und sind in der Weite verstellbar.